# Brachypetersius
Genre
Brachypetersius est un genre de poissons d'eau douce de la famille des Alestidae.

## Répartition
Les espèces du genre Brachypetersius se rencontrent en Afrique.

## Liste des espèces
Selon World Register of Marine Species (13 décembre 2023) :
- Brachypetersius altus (Boulenger, 1899)
- Brachypetersius cadwaladeri (Fowler, 1930)
- Brachypetersius gabonensis Poll, 1967
- Brachypetersius huloti (Poll, 1954)
- Brachypetersius notospilus (Pellegrin, 1930)
- Brachypetersius pseudonummifer Poll, 1967

## Classification
Le nom valide complet (avec auteur) de ce taxon est Brachypetersius Hoedeman (d), 1956.

## Étymologie
Le nom générique, Brachypetersius, qui se compose du grec ancien βραχύς, brakhús, « court » (allusion ni expliquée ni évidente), et du genre Petersius, reprend le nom invalidé que Hoedeman avait proposé en 1951 pour un sous-genre de Alestopetersius et pourrait faire référence à la petite taille de Brachypetersius altus (39–65 mm) comparativement à Alestopetersius hilgendorfi qui mesure 100 mm.